# 狂热的追求
《狂热的追求》（What Mad Pursuit: A Personal View of Scientific Discovery）是英国科学家弗朗西斯·克里克于1988年出版的一本科普读物，克里克是1953年DNA结构的共同发现者。在该书中，克里克对他在DNA结构方面的工作、分子生物学的中心法则与遗传密码，以及他后来在神经科学方面的工作，给出了重要的见解。

## 内容
克里克这本书的主要目的是，讲述他在分子生物学“古典时期”之前和期间的一些经历，从1953年发现DNA双螺旋结构到1966年阐明遗传密码。“序曲”概述了克里克在磁力和声学地雷方面的成长、教育和战争工作，以及二战后他使用“闲聊测试”来决定研究哪个科学分支。（你的闲聊会暴露你的兴趣。）还有一个“尾声”概述了克里克1966年之后的工作，他转到了索尔克研究所，转行从事神经科学，专注于灵长类动物的视觉意识，以及他关于理论生物学研究的一些结论，特别是关于脑科学的。
克里克谈论了发现DNA双螺旋结构的各个方面，并对1987年的电视电影《生命的故事》给予了认可，剧中杰夫·高布伦扮演了詹姆斯·杜威·沃森，蒂姆·皮戈特-史密斯扮演了弗朗西斯·克里克。附录“经典分子生物学的基本概念”和“遗传密码”清晰地介绍了分子生物学的基本思想。克里克讲了一些轶事，并解释了一些重要的想法和见解，但没有使用过多的技术术语。
根据诺贝尔物理学奖获得者菲利普·安德森的说法，实验科学的基本目标是“了解我们周围世界的真相。依我之见，克里克的话是实现这一目标的良好指南。”
“这本书可以多看几遍；其优美的文体浸润了许多高深的科学和晦涩的思想。尽管从其他人那里也听过很多次DNA的故事，但克里克所讲的仍然值得一读。这本书给人的感觉是，思路清晰，同时非常投入，并且他的思想贯穿全书，具有深刻的力量。人们看到，克里克掌握了至关重要、但令人惊愕又难以捉摸的诀窍，来区分重要与不重要。结构化学拥有揭示生物分子功能的力量，他对此坚信不疑。同时又时刻警醒，进化可能存在任意性。”